# Lliga ucraïnesa de futbol
La lliga ucraïnesa de futbol o Premier League d'Ucraïna (en ucraïnès Вища ліга, Vysxa liha) és la màxima competició futbolística d'Ucraïna.

## Competició
Va ser creada l'any 1991 amb la independència del país.
Hi prenen part 16 clubs. Els dos darrers classificats de la competició baixen a la segona divisió, la Perxa Liha i són reemplaçats pels dos primers d'aquesta competició. Els primers classificats obtenen plaça per les competicions europees.
El SC Tavriya Simferopol en fou el primer campió. El club amb més títols és el FC Dinamo de Kíiv.
La competició és organitzada per la Lliga de Futbol Professional d'Ucraïna. És una associació que representa 67 clubs ucraïnesos professionals que representen un total de 78 equips (alguns clubs tenen equip B). La lliga professional fou creada l'any 1996; fins aleshores la competició era organitzada per la Federació Ucraïnesa de Futbol.

## Historial
Font:
- 1992:  Tavriya Simferopol (1)
- 1992-93:  Dinamo de Kíiv (1)
- 1993-94:  Dinamo de Kíiv (2)
- 1994-95:  Dinamo de Kíiv (3)
- 1995-96:  Dinamo de Kíiv (4)
- 1996-97:  Dinamo de Kíiv (5)
- 1997-98:  Dinamo de Kíiv (6)
- 1998-99:  Dinamo de Kíiv (7)
- 1999-00:  Dinamo de Kíiv (8)
- 2000-01:  Dinamo de Kíiv (9)
- 2001-02:  Xakhtar Donetsk (1)
- 2002-03:  Dinamo de Kíiv (10)
- 2003-04:  Dinamo de Kíiv (11)
- 2004-05:  Xakhtar Donetsk (2)
- 2005-06:  Xakhtar Donetsk (3)
- 2006-07:  Dinamo de Kíiv (12)
- 2007-08:  Xakhtar Donetsk (4)
- 2008-09:  Dinamo de Kíiv (13)
- 2009-10:  Xakhtar Donetsk (5)
- 2010-11:  Xakhtar Donetsk (6)
- 2011-12:  Xakhtar Donetsk (7)
- 2012-13:  Xakhtar Donetsk (8)
- 2013-14:  Xakhtar Donetsk (9)
- 2014-15:  Dinamo de Kíiv (14)
- 2015-16:  Dinamo de Kíiv (15)
- 2016-17:  Xakhtar Donetsk (10)
- 2017-18:  Xakhtar Donetsk (11)
- 2018-19:  Xakhtar Donetsk (12)
- 2019-20:  Xakhtar Donetsk (13)
- 2020-21:  Dinamo de Kíiv (16)
- 2021-22: Abandonat [a]
- 2022-23:  Xakhtar Donetsk (14)
- 2023-24:  Xakhtar Donetsk (15)
- 2024-25:  Dinamo de Kíiv (17)